# Sting-Operation
Eine Sting-Operation (engl. jur. Begriff für verdeckte Operation) ist eine polizeiliche oder nachrichtendienstliche Operation, in der ein Verdächtiger durch Vortäuschung von Rahmenbedingungen zu einem kriminellen Akt animiert wird, um damit Beweise für ein Strafverfahren zu sammeln. Beispielsweise kann ein Informant, Agent (s. Agent Provocateur) oder ziviler Polizist einem Verdächtigen illegale Waffen, Drogen, Sprengstoff, oder spezielle Materialien zum Kauf anbieten, oder notwendige finanzielle Mittel, Lizenzen, Tickets, Ausweispapiere oder technische Informationen beschaffen, um diesen auf Basis dessen eigenen Verhaltens daraufhin verhaften zu können. Solche Operationen sind in manchen Ländern nicht, bzw. nur eingeschränkt, erlaubt.

## Kritik
Das größte Problem solcher Operationen ist vor allem, dass im Einzelfall nicht unbedingt klar ist, ob der Verdächtige tatsächlich aus eigenen Beweggründen handelt oder erst durch die Operation zum kriminellen Akt verleitet wird. Beispielsweise weil die jeweilige Person (z. B. mangels Kontaktpersonen oder Kenntnissen) nicht alleine dazu in der Lage wäre oder die Hürden wie der Aufwand bei Berücksichtigung des Risikos durch Strafverfolgung insgesamt zu groß wären, als dass die Person solche Pläne tatsächlich detailliert ausarbeiten, sich eigeninitiativ Sprengstoff, Waffen usw. beschaffen und den Plan ausführen würde. Demzufolge stellt sich strafrechtlich und moralisch die Frage, ob es sich nicht um Verführung oder Anstiftung zu einer Straftat handelt. So wirft Human Rights Watch den USA vor, erst durch überzogene Sting-Operationen psychisch labile Personen zu kriminellen Handlungen anzustiften.

## Anwendung in Deutschland
In Deutschland ist es vom Gesetz her verboten, eine Person zu einer Straftat anzustiften oder dies zu versuchen (§ 30 StGB, § 26 StGB). Dennoch ist der Bundesgerichtshof der Auffassung, dass bei Verlockung durch verdeckte Ermittler das Verfahren nicht per se einzustellen sei (e.g. GA 1975, 333, 334). Wenn verdeckte Ermittler ohne angemessene Begründung eingesetzt werden, kann das Strafmaß für die daraus folgende Straftat verringert werden (1. Senat des BGH, 1 StR 148/84 - 23. Mai 1984).
Die gängige deutsche Rechtsprechung zeigt diesbezüglich (siehe nachfolgend unter „Gründe, B, II.“) auch Schwächen (BGH-Urteil v. 18. November 1999, BGH 1 StR 221/99 – (LG München)). Darin legt das Gericht unter „Leitsätze, 2.“ zugrunde: „Selbst die Überschreitung der Grenzen zulässigen Lockspitzeleinsatzes führt nicht zu einem Verfahrenshindernis eigener Art‚ wegen Verwirkung des staatlichen Strafanspruchs aufgrund widersprüchlichen Verhaltens.“ (st. Rspr., Bearbeiter)
Das Gericht erwähnt die Polizeivorschriften (s. III., Absatz 54+55). Nach denen liegt
„noch keine Tatprovokation vor, wenn eine VP [Anm.: Vertrauensperson der Polizei, alternativ verdeckter Ermittler, VE] einen Dritten ohne sonstige Einwirkung lediglich darauf anspricht, ob dieser Betäubungsmittel beschaffen könne. Ebenso liegt keine Provokation vor, wenn die VP nur die offen erkennbare Bereitschaft zur Begehung oder Fortsetzung von Straftaten ausnutzt. Dagegen ist die VP als die Tat provozierender Lockspitzel tätig, wenn sie über das bloße ‚Mitmachen‘ hinaus in die Richtung auf eine Weckung der Tatbereitschaft oder eine Intensivierung der Tatplanung mit einiger Erheblichkeit stimulierend auf den Täter einwirkt.“ (vgl. Rieß JR 1985, 45, 47; Hanack in LR StPO 25. Aufl. zu § 163 Rdn. 66)
Im konkreten Fall lehnte der Angeklagte die Provokation der Polizei dreimal ab, erst nach dem vierten Versuch, erheblicher Zeit und erheblicher finanzieller Verlockung kümmerte er sich um entsprechende Kontakte (die er zuvor offenbar gar nicht hatte) und beschaffte die geforderten Drogen. Siehe unter Gründe des Urteils u. a.: „Das Landgericht hat sich davon überzeugt, dass die Initiative zu dem Drogengeschäft allein von der VP ausgegangen ist und der Angeklagte sich erst nach dem vierten Versuch bereit gefunden hat, sich daran zu beteiligen. (…) Von ‚ganz erheblichem Gewicht war auch die nachhaltige, vom Angeklagten in der Anfangsphase in keiner Weise geförderte Tatprovokation durch einen Lockspitzel‘“
Dennoch entschied das Gericht, dass auch in einem solchen Fall „nicht vorliegender gesetzlicher Voraussetzungen“ zur Einschreitung, d. h. z. B. im Fall von Personen, die z. B.
- nicht unter einem Anfangsverdacht stehen und
- bei denen es unwahrscheinlich ist, dass sie eine bestimmte Straftat begehen, oder
- die die Tat mehrfach ablehnen

ein in die Falle locken (engl. entrapment) per Lockspitzel und „Verleiten zur Straftat“ durch Sting-Operationen dennoch zur Bestrafung führt.
Begründung: Zwar werde gegen das Recht auf einen fairen Prozess gemäß Art. 6, Abs. 1, Satz 1 MRK verstoßen, da das Recht der Europäischen Menschenrechtskonvention hierzulande gültig sei. Dennoch sei es so, dass dieser Umstand (nicht vorliegende gesetzliche Voraussetzungen zur Einschreitung) nicht zum Straferlass führe. Ein solcher Lockspitzeleinsatz sei letztlich „im Interesse der Kriminalitätsbekämpfung schwerer Straftaten“ und im Urteil lediglich als „schuldunabhängiger Strafmilderungsgrund“ anzusehen.
Diese Rechtslage bedingt: Die Frage, ob die Straftat ohne Sting-Operation und Lockspitzel beim Angeklagten jemals stattgefunden hätte, bleibt unberücksichtigt. Sofern bei Überschreitung der gesetzlichen Grenzen solcher „Operationen“ mit keiner entsprechenden Strafverfolgung der Ermittler oder polizeilichen „Vertrauenspersonen“ (insbesondere Geheimdienstmitarbeiter?) zu rechnen ist, kann hierzulande von einer rechtlichen Förderung und auch Anwendung der Sting-Operation – auch über die rechtlichen Grenzen hinaus – ausgegangen werden.

## Öffentlich bekannte Sting-Operationen
- Am 19. Oktober 1982 wurde John DeLorean, US-amerikanischer Manager und Sportwagenbauer, von der US-Regierung wegen Kokainhandels angeklagt, nachdem er von verdeckten Bundesagenten dabei gefilmt wurde, wie er sich bereit erklärte, eine Kokainschmuggelaktion zu finanzieren, zu der er von eben jenen Bundesagenten zuvor angestiftet wurde. DeLorean wurde später in allen Punkten freigesprochen.[3]

- Urteil des Landgerichts München I von November 1999:[4] Fall eines Mannes italienischer Staatsbürgerschaft, bei dem mehrfach (viermal) durch eine Vertrauensperson (VP) der deutschen Polizei nach Drogen angefragt wurde, der jedoch dreimal ablehnte. Da ihm aber von der Polizei-Vertrauensperson erhebliche Geldbeträge geboten wurden, bemühte er sich schließlich doch um das Geschäft.

- Fall des Rezwan F., der 2012 in den USA zu 17 Jahren Haft verurteilt wurde.[5][6] Zitat aus „DiePresse.com“: „Verdeckte Ermittler der US-Bundespolizei FBI hatten dem diplomierten Physiker eine Falle gestellt. Die Ermittler gaben sich ihm gegenüber als al-Qaida-Anhänger aus und versorgten F. mit einem Modellflugzeug, Sprengstoff-Attrappen und Handfeuerwaffen. Das FBI griff zu, als der Mann eine neue Lieferung seiner vermeintlichen Komplizen in einem Lager verstauen wollte. Den Ermittlern zufolge wollte der al-Qaida-Anhänger mit Sprengstoff gefüllte Modellflugzeuge in die Kuppel des Kapitols und in das US-Verteidigungsministerium lenken.“

- David Ballantyne Smith, Wachmann der britischen Botschaft in Berlin, wurde 2021 mit einer Sting-Operation der Spionage für Russland überführt. Am 17. Februar 2023 wurde er in Old Bailey zu einer Freiheitsstrafe von 13 Jahren und zwei Monaten verurteilt.[7]